# President Cup 2018 (hockey in-line)
La President Cup 2018 è stata l'8ª edizione della omonima competizione europea per squadre di club di hockey in-line. È stata disputata dal 5 all'8 aprile 2018 a Rethel in Francia. 
L'Espanya Maiorca si è aggiudicato il trofeo per la prima volta nella sua storia sconfiggendo in finale il Köping.

## Squadre partecipanti
- Mannheim
- Hornets Bisley
- Espanya Maiorca
- Rubì
- Köping
- IhcSF Linth

## Partite

### Seconda fase a gironi

#### Girone 1
| Squadra        | Pt | G | V | VR | PR | P | GF | GS | DR |
| -------------- | -- | - | - | -- | -- | - | -- | -- | -- |
| Rubì           | 6  | 2 | 2 | 0  | 0  | 0 | 6  | 2  | +4 |
| Hornets Bisley | 3  | 2 | 1 | 0  | 0  | 1 | 6  | 4  | +2 |
| Mannheim       | 0  | 2 | 0 | 0  | 0  | 2 | 1  | 7  | -7 |

| Rethel 7 aprile 2018, ore 9:00 UTC+1 | Hornets Bisley | 4 – 1 | Mannheim |  |

| Rethel 7 aprile 2018, ore 13:00 UTC+1 | Mannheim | 0 – 3 | Rubì |  |

| Rethel 7 aprile 2018, ore 17:00 UTC+1 | Rubì | 3 – 2 | Hornets Bisley |  |

#### Girone 2
| Squadra         | Pt | G | V | VR | PR | P | GF | GS | DR  |
| --------------- | -- | - | - | -- | -- | - | -- | -- | --- |
| Espanya Maiorca | 6  | 2 | 2 | 0  | 0  | 0 | 12 | 5  | +7  |
| Köping          | 3  | 2 | 1 | 0  | 1  | 0 | 12 | 9  | +3  |
| IhcSF Linth     | 0  | 2 | 0 | 0  | 0  | 2 | 4  | 14 | -10 |

| Rethel 7 aprile 2018, ore 10:30 UTC+1 | Espanya Maiorca | 5 – 2 | IhcSF Linth |  |

| Rethel 7 aprile 2018, ore 14:30 UTC+1 | IhcSF Linth | 2 – 9 | Köping |  |

| Rethel 7 aprile 2018, ore 20:00 UTC+1 | Köping | 3 – 7 | Espanya Maiorca |  |

### Fase finale

#### Semifinali
| Rethel 8 aprile 2018, ore 8:30 UTC+1 | Rubì | 1 – 5 | Köping |  |

| Rethel 8 aprile 2018, ore 8:30 UTC+1 | Espanya Maiorca | 7 – 3 | Hornets Bisley |  |

#### Finale 5º posto
| Rethel 8 aprile 2018, ore 11:30 UTC+1 | Mannheim | 2 – 10 | IhcSF Linth |  |

#### Finale 3º posto
| Rethel 8 aprile 2018, ore 13:30 UTC+1 | Rubì | 5 – 1 | Hornets Bisley |  |

#### Finale 1º posto
| Rethel 8 aprile 2018, ore 13:30 UTC+1 | Espanya Maiorca | 5 – 1 | Köping |  |